# Pànic homosexual
Pànic homosexual és una expressió encunyada originalment pel psiquiatre Edward J. Kempf en 1920, per denominar un tipus de reacció violenta causada en ser destinatari d'una conducta homosexual seductora no desitjada, real o suposada. És coneguda també com a "Malaltia de Kempf". Kempf va considerar que es tractava d'una malaltia mental inclosa en el trastorn denominat psicosi reactiva breu (CIE-10, F23.9). El pànic homosexual és freqüentment utilitzat com eximent de responsabilitat (defensa de pànic gai) en els delictes d'agressió a persones homosexuals.
La suposada malaltia ha sigut qüestionada per estudiosos que sostenen que es tracta una justificació cultural de l'homofòbia i la discriminació de persones homosexuals.

## Detall
Malgrat que la descripció del trastorn es correspon amb una psicosi, Kempf ho va denominar "pànic homosexual agut". El terme va aparèixer per primera vegada en el llibre Psicopatología (1920), en el qual ell descriu casos en els quals joves homes heterosexuals són tractats despectivament pels seus amics o companys, com si els creguessin homosexuals, impulsant-los a realitzar fel·lacions o a ser objecte de penetració anal.
Se sol dir que aquests atacs ocorren en situacions en les quals les persones, sobre tot els homes, es veuen exposats a l'abús sexual per part de persones del mateix sexe, com a casernes o barraques militars.

## Crítica
La investigadora Eve Kosofsky Sedgwick ha qüestionat l'estatus de malaltia mental que s'ha concedit a aquesta conducta, afirmant que es tracta d'una justificació cultural de l'homofòbia i la discriminació dels homosexuals.